# 犀鸟舞

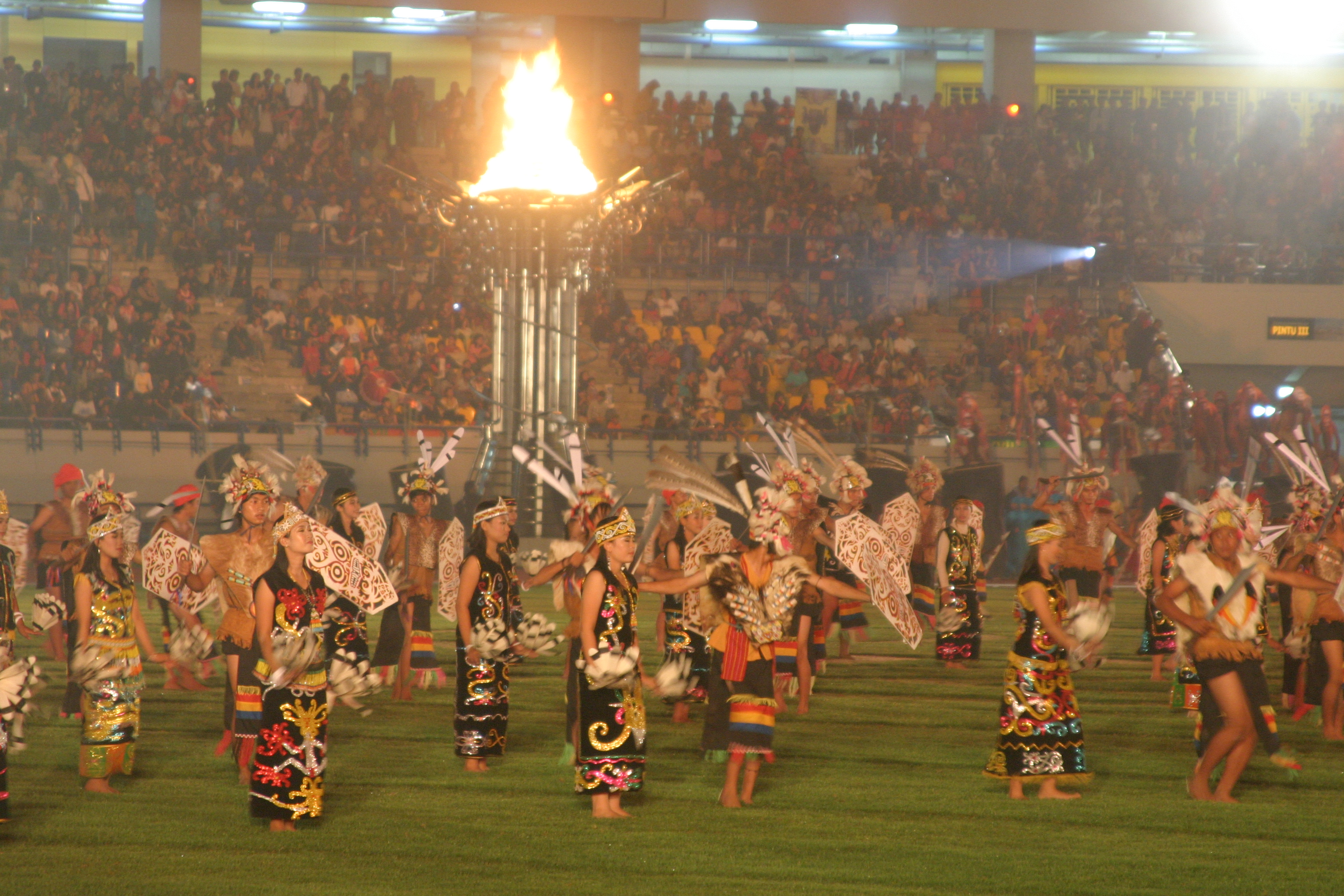
犀鸟舞

犀鸟舞是一种肯雅族 (Kenyah) 转动舞蹈。KENYAH KENYAH PEOPLE
肯雅是一群达雅族之一， 处在东加里曼丹省和砂拉越的加帛或布拉甲等地 这种舞蹈描写犀鸟的生活， 一般在儀式由根亚的女人跳舞。 按照达雅族神话， 他们的祖先是从天空下凡变成犀鸟。 所以达雅族对犀鸟他们表示敬意。舞蹈的目的也是拜他们的祖先。
当然，这些舞只有这些sakai会跳罢了。